# Harald Gemmel
Harald Julius Gemmel, född 21 oktober 1871 i Norrköping, död 14 mars 1958 på Lidingö, var en svensk företagsledare.
Harald Gemmel var son till direktören Karl Peter Herman Gemmel. Han genomgick Tekniska elementarskolan i Norrköping 1888–1891 och studerade vid utländska pappers-, halmmasse- och cellulosafabriker 1891–1894. Gemmel studerade papperstillverkningsteknik vid Technische Hochschule i Berlin-Charlottenburg 1894 och avlade examen vid materialprovningsanstalten i Gross-Lichterfelde 1895. Han var 1894–1900 ingenjör vid pappersbruk i Tyskland, Österrike och Ryssland. Efter återkomsten till Sverige var han 1900–1905 teknisk chef och överingenjör samt 1905–1907 VD för Klippans pappersbruk. Han ledde där de moderniseringsarbeten, som bland annat ledde fram till en gemensam försäljningsorganisation för finpappersbruken, Klippan, Grycksbo och Lessebo och 1907 bildades Finpappersbrukens försäljnings AB, där Gemmel kom att bli VD 1907–1943